# Dragon de Brosno

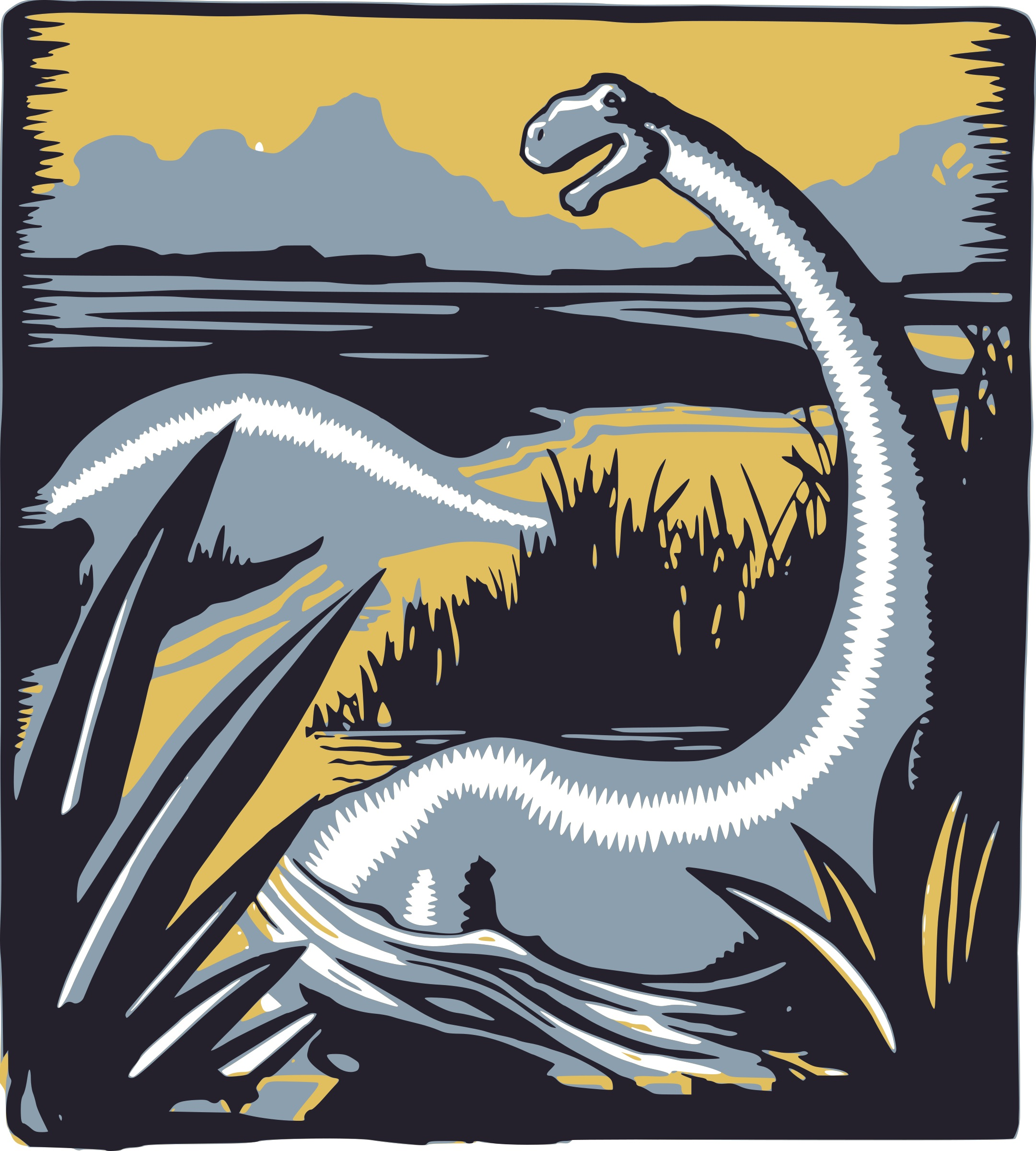
Une représentation du Dragon de Brosno.

Le Dragon de Brosno, également appelé Brosnya, est le nom donné à une créature lacustre faisant partie du folklore russe qui vivrait dans le lac Brosno près d'Andreapol dans l'oblast de Tver situé à l'ouest de la Russie. Il est décrit comme ressemblant à un dragon ou à un plésiosaure et est le sujet de nombreuses légendes régionales, certaines d'entre elles remontant au XIIIe siècle.

## Origine
Il est considéré que la légende sur le Dragon de Brosno vient de la profondeur inhabituellement grande du lac qui descend jusqu'à 41,5 m et du processus de décomposition en profondeur conduisant à la formation de bulles de sulfure d'hydrogène. Ces réserves de gaz toxiques s'accumulent constamment au fond en raison de la pression élevée de l'eau. Il suffit d'un léger impact extérieur pour qu'un coussinet hydraté remonte à la surface. S'il y avait un témoin dans les collines les plus proches, il pourrait très bien considérer une telle disparition dans les profondeurs de l'eau comme une « bouche ouverte » (avec ou sans crachats de feu), qui engloutissait ses victimes. Selon les descriptions de témoins oculaires, le monstre ressemble fortement à un plésiosaure préhistorique.

## Théories
De nombreuses personnes abordent la question de l'existence du Dragon de Brosno avec scepticisme ; d'autres pensent qu'il s'agit d'un castor mutant ou d'un grand brochet de 100 à 150 ans ; d'autres encore supposent que ce sont des groupes de sangliers et d'élans qui traversent le lac.
Il existe d'autres hypothèses scientifiques concernant Brosnya. L'une d'elles suppose qu'il s'agit de l'interprétation donnée à une remontée d'hydrogène sulfuré depuis le fond du lac ; l'eau bouillonne en conséquence et cette ébullition ressemble à une tête de dragon. Une autre suppose qu'il s'agit d'une éruption limnique due à un hypothétique volcan sous l'eau. Il est connu qu'il existe plusieurs fractures au fond du lac, dont la profondeur et la direction ne peuvent pas être définies. Il n'est donc pas exclu que le cratère du volcan se trouve à l'intérieur d'une des fractures. Ceci explique pourquoi le volcan, s'il existe réellement, n'a pas encore été découvert.
Selon les pêcheurs, le fond du lac de Brosno est structuré sur plusieurs niveaux. Des lottes et des perchaudes résident dans le cas. Par exemple, le hareng peut être trouvé dans un lac du district de Peno dans l'oblast de Tver. Certains trouvent étrange que des poissons de mer vivent dans le lac. Des bancs d'éperlans habitent également le lac. De ce fait, une autre explication a été proposée pour le dragon de Brosnya : d'énormes hauts-fonds d'éperlans sont visibles à la surface de l'eau par réfraction de la lumière, produisant l'effet d'une énorme tête de reptile. Un mirage se produit plus souvent en été selon les physiciens ce qui est cohérent avec le fait que les témoins ont déclaré avoir rencontré Brosnya en été. Cependant, l'origine des rumeurs du monstre reste obscure.

## Recherche
En novembre 1996, le journal hebdomadaire Karavan a lancé une expédition au lac Brosno dans l'oblast de Tver avec Yevgeny Novikov, Nikolay Ichtchouk, Marina Gavrichenko, Anaïda Jilavyan et Guennadi Klimov. Plusieurs autres expéditions ont lieu. L'action du journal hebdomadaire a contribué à l'acquisition d'une renommée massive, notamment après la publication d'un article au sujet du monstre.